# Robert Huber (Künstler)

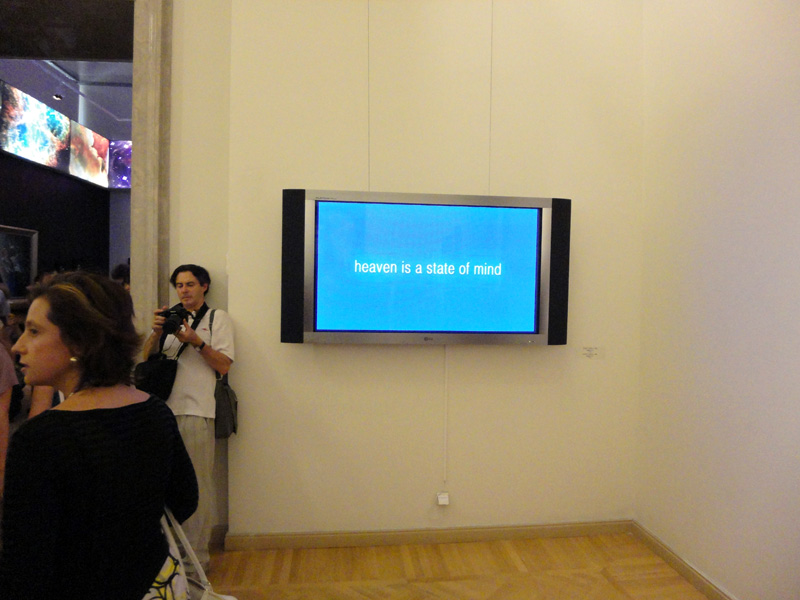
Staatliches Russisches Museum, Sankt Petersburg, 12. August 2010, Videoinstallation „HEAVEN“ während der Ausstellungseröffnung „The Sky in Art“

Robert Huber (* 1955 in Augsburg) ist ein deutscher Künstler. In seinen Arbeiten untersucht er natürliche Phänomene und die Verschiebung der Grenzen visueller Wahrnehmbarkeit.

## Leben
Inspiriert durch Holzschnitte Albrecht Dürers, begann er im Alter von 8 Jahren zu zeichnen und entwickelte fortan autodidaktisch sein künstlerisches Talent. Mitte der 1970er Jahre begegnet er Arik Brauer, der ihm ein Stipendium für die Akademie der bildenden Künste Wien vorschlägt. Doch er bricht, beeindruckt durch den Auftritt einiger Abgesandter der Lakota Indianer an der Uni Köln, zu einer sechsmonatigen Reise quer durch Nordamerika auf. Er lebt in der Wildnis abgeschiedener Reservate mit Oglala-Lakota in Pine Ridge, Süd-Dakota und später mit geistigen Führern der Blackfoot im Glacier-Nationalpark im Norden des Bundesstaates Montana.
Seine unmittelbaren Erfahrungen während zahlreicher ritueller Handlungen wie Inipi, dem Sonnentanz und Heilungsritualen abseits der Zivilisation, werden für ihn zum nachhaltigen Forschungsinhalt und haben prägenden Einfluss auf sein späteres Werk.

## Werke
Hubers Position, vermeintliche Wahrnehmungsgrenzen konstant zu hinterfragen, kommt besonders zum Ausdruck in seinem Projekt „Mobile Plastik für visionäre Entwicklung“. Dabei geht es um die Überwindung dieser Grenzen sowie um die Auflösung der Lokalisierbarkeit des Kunstwerks. Die Installation ist nicht mehr das Werk, sondern der Ort, an dem das Werk entsteht, nämlich durch die Teilnahme der Öffentlichkeit, die nach den Anweisungen des Künstlers handelt. Durch konzentriertes aber unfokussiertes Sehen  kann kollektiv eine andere Dimension visueller Wahrnehmbarkeit erschlossen werden. Das Objekt kann zwar optisch von Menschen noch erfasst, aber aufgrund seiner immateriellen Beschaffenheit analytisch nicht schlüssig bestimmt werden. Es kommt zum Vorschein in den Erfahrungsinhalten und den Aussagen der wahrnehmenden Teilnehmer. Diese Daten werden gesammelt und dokumentiert. So entsteht sowohl ein neuer hermeneutischer Kontext als auch eine Erweiterung des Begriffs Empirie.
In jahrelangen akribischen Versuchsreihen untersucht Robert Huber Phänomene der Selbstorganisation der Materie, um subtilste Prozesse zu veranschaulichen. Mit ungewöhnlichen bildgebenden Verfahren lässt er im Berührungsfeld zwischen Materialität und Immaterialität die ikonografischen Eigenschaften von Pflanzen erscheinen. Über ein in Wasser gelöstes kristallines Medium und Rotwein entstehen in der Flüssigkeit Bilder, die an Weinreben erinnern. Während der Verdunstung erfahren die anorganischen Mikrokristalle unter dem Einfluss der vitalen Gestaltkraft des Rotweins eine neue, ihnen selbst nicht innewohnende Ordnung. Zurück bleiben rätselhafte Bilder organischer Pflanzenstrukturen: „Gewächshaus, 2006“. Seit 2008 arbeitet Huber am Konzept einer filmischen Dokumentation dieser Phänomene, die mit der begehbaren Plastik „Carbon Shelter“ zur kollektiven Wahrnehmungsschulung in der Öffentlichkeit installiert werden soll.
Mit seinen „Progressive Mutable Installations“ stellt er industriell gefertigte Massenware wie Möbelstücke, Baustoffe oder Verpackungsmaterial in einen räumlichen Kontext mit der Morphologie verschiedener Salze und deren Wachstum. Die sich ständig verändernde räumliche Situation kann in ihrer physikalischen Komplexität weder vom Betrachter sinnlich vollständig erfasst, noch könnte sie vom Künstler selbst ohne das Einbeziehen morphologischer Selbstorganisation hergestellt werden. Huber verweist somit auch auf die Grenzen der Realisierbarkeit von Kunst.

## Zitate
„Der Bequemlichkeit der kollektiven Einigung zu widerstehen, was, oder was nicht wahrgenommen werden kann, ist das Epizentrum meines Schaffens.“

„Wenn es stimmt, dass die Menschheit am Strand des Ozeans ihres eigenen Bewusstseins steht, dann sollte Kunst imstande sein, für nasse Füße zu sorgen.“

„Gegen den alles prägenden Einfluss anthropozentrischer Sehgewohnheiten kann man sich nur wehren, indem man mit Kunst Alternativen schafft und so den besetzten Raum zurückerobert. So viel zu meiner Strategie.“